# Birignao
Con il termine birignao si indica, nella terminologia teatrale, un'impostazione vocale tendente a esporre la dizione alla nasalizzazione dei suoni che rende la declamazione leziosa. Se non opportuno, il birignao inficia anche il risultato della recitazione, nella sua totalità.
Il birignao è infatti un errore nel quale spesso incorre l'attore inesperto per sottolineare, con il solo strumento vocale, un'azione drammatica: la detrazione del linguaggio del corpo, a scapito della parola drammatizzata all'eccesso, provoca spesso l'alterazione dell'insieme, che risulta artificioso o manieristico, in riferimento alla recitazione precedente il XX secolo e caratterizzata dalla figura del mattatore.
In maniera più estesa, il birignao è utilizzato per indicare certi espedienti recitativi basati sull'eccessiva impostazione artificiosa non solo della voce, ma anche del corpo, tramite cliché di largo uso, come l'aggrottare delle sopracciglia per esprimere rabbia, o il portare la mano alla fronte per indicare il pensiero, e così via.